# شاعر غنائي
شاعر غنائي (أو شاعرة غنائية للمرأة)، هو كل شخص يكتب كلمات أغنية ما. الشخص الذي يكتب كلمات أغنية ويؤلفها في نفس الوقت يسمى كاتبا غنائيا والشخص الذي يؤلف الموسيقى فقط يمكن تسميته ملحنا، حيث أن تأليف الموسيقى مرتبط بكتابة كلماتها نظرا لأن التأليف يُعنَى باسنجام الكلمات مع اللحن.
يوجد العديد من الشعراء الغنائيين في العالم العربي، ومعظمهم يكتب باللهجة الخاصة ببلده، ولكن بعض المغنيين يقتبسون كلمات أغانيهم من الشعر القديم أو من شاعر معروف مثل الشاعر الراحل نزار قباني الذي أسند شعره إلى الفنان كاظم الساهر وغيرهم العديد.
والشاعر الغنائي يعتبر أفضل من الكاتب الغنائي، وذلك بسبب الفرق بين الكتابة والشعر، فالكاتب عادة لا يكون له أسلوب مضبوط في الكتابة وربما لا يدري قوانين الشعر.
فمثلا العديد من المغنيين الأمريكيين كريانا، ليدي غاغا هم كتاب غنائيون ولكنهم لم يتلقوا دروسا في الشعر بل يكتبون ما يخطر ببالهم.